# Heute traf Henry…/Episodenliste
Die Liste der Heute traf Henry…-Episoden enthält die bisher erschienenen Episoden der irischen Zeichentrickserie Heute traf Henry….

## Staffel 1
| Nr. (ges.) | Nr. (St.) | Nr. (Prod.) | Deutscher Titel                     | Originaltitel                    | Premiere | Dt. Premiere D |
| ---------- | --------- | ----------- | ----------------------------------- | -------------------------------- | -------- | -------------- |
| 1          | 1         | 1.01        | Heute traf Henry… einen Fußball     | The Day Henry Met… A Football    | ?        | 22. Jan. 2017  |
| 2          | 2         | 1.02        | Heute traf Henry… einen Schild      | The Day Henry Met… A Shield      | ?        | 22. Jan. 2017  |
| 3          | 3         | 1.03        | Heute traf Henry… einen Papagei     | The Day Henry Met… A Parrot      | ?        | 23. Jan. 2017  |
| 4          | 4         | 1.04        | Heute traf Henry… eine Gitarre      | The Day Henry Met… A Guitar      | ?        | 23. Jan. 2017  |
| 5          | 5         | 1.05        | Heute traf Henry… ein Mikroskop     | The Day Henry Met… A Microscope  | ?        | 24. Jan. 2017  |
| 6          | 6         | 1.06        | Heute traf Henry… ein Flugzeug      | The Day Henry Met… An Aeroplane  | ?        | 24. Jan. 2017  |
| 7          | 7         | 1.07        | Heute traf Henry… eine Statue       | The Day Henry Met… A Statue      | ?        | 25. Jan. 2017  |
| 8          | 8         | 1.08        | Heute traf Henry… eine Uhr          | The Day Henry Met… A Clock       | ?        | 25. Jan. 2017  |
| 9          | 9         | 1.09        | Heute traf Henry… ein Rettungsboot  | The Day Henry Met… A Lifeboat    | ?        | 26. Jan. 2017  |
| 10         | 10        | 1.10        | Heute traf Henry… einen Brief       | The Day Henry Met… A Letter      | ?        | 26. Jan. 2017  |
| 11         | 11        | 1.11        | Heute traf Henry… einen Pandabären  | The Day Henry Met… A Panda       | ?        | 29. Jan. 2017  |
| 12         | 12        | 1.12        | Heute traf Henry… einen Luftballon  | The Day Henry Met… A Balloon     | ?        | 29. Jan. 2017  |
| 13         | 13        | 1.13        | Heute traf Henry… einen Zug         | The Day Henry Met… A Train       | ?        | 30. Jan. 2017  |
| 14         | 14        | 1.14        | Heute traf Henry… einen Wal         | The Day Henry Met… A Whale       | ?        | 30. Jan. 2017  |
| 15         | 15        | 1.15        | Heute traf Henry… einen Hahn        | The Day Henry Met… A Rooster     | ?        | 31. Jan. 2017  |
| 16         | 16        | 1.16        | Heute traf Henry… einen Leuchtturm  | The Day Henry Met… A Lighthouse  | ?        | 31. Jan. 2017  |
| 17         | 17        | 1.17        | Heute traf Henry… ein Auto          | The Day Henry Met… A Car         | ?        | 1. Feb. 2017   |
| 18         | 18        | 1.18        | Heute traf Henry… eine Kuh          | The Day Henry Met… A Cow         | ?        | 1. Feb. 2017   |
| 19         | 19        | 1.19        | Heute traf Henry… ein Kaninchen     | The Day Henry Met… A Rabbit      | ?        | 2. Feb. 2017   |
| 20         | 20        | 1.20        | Heute traf Henry… ein Feuerwehrauto | The Day Henry Met… A Fire Engine | ?        | 2. Feb. 2017   |
| 21         | 21        | 1.21        | Heute traf Henry… einen Bagger      | The Day Henry Met… A Digger      | ?        | 5. Feb. 2017   |
| 22         | 22        | 1.22        | Heute traf Henry… eine Osterglocke  | The Day Henry Met… A Daffodil    | ?        | 5. Feb. 2017   |
| 23         | 23        | 1.23        | Heute traf Henry… einen Berg        | The Day Henry Met… A Mountain    | ?        | 6. Feb. 2017   |
| 24         | 24        | 1.24        | Heute traf Henry… einen Gorilla     | The Day Henry Met… A Gorilla     | ?        | 6. Feb. 2017   |
| 25         | 25        | 1.25        | Heute traf Henry… eine Torte        | The Day Henry Met… A Cake        | ?        | 7. Feb. 2017   |
| 26         | 26        | 1.26        | Heute traf Henry… den Mond          | The Day Henry Met… The Moon      | ?        | 7. Feb. 2017   |

## Staffel 2
| Nr. (ges.) | Nr. (St.) | Nr. (Prod.) | Deutscher Titel                            | Originaltitel                       | Premiere | Dt. Premiere D |
| ---------- | --------- | ----------- | ------------------------------------------ | ----------------------------------- | -------- | -------------- |
| 27         | 1         | 2.01        | Heute traf Henry… eine Socke               | The Day Henry Met… A Sock           | ?        | 3. Juli 2017   |
| 28         | 2         | 2.02        | Heute traf Henry… ein Comic-Heft           | The Day Henry Met… A Comic          | ?        | 4. Juli 2017   |
| 29         | 3         | 2.03        | Heute traf Henry… einen Golfball           | The Day Henry Met… A Golf Ball      | ?        | 5. Juli 2017   |
| 30         | 4         | 2.04        | Heute traf Henry… einen Eiswagen           | The Day Henry Met… An Ice Cream Van | ?        | 6. Juli 2017   |
| 31         | 5         | 2.05        | Heute traf Henry… einen Dinosaurierknochen | The Day Henry Met… A Dinosaur Bone  | ?        | 7. Juli 2017   |
| 32         | 6         | 2.06        | Heute traf Henry… einen Abschleppwagen     | The Day Henry Met… A Truck          | ?        | 8. Juli 2017   |
| 33         | 7         | 2.07        | Heute traf Henry… ein Teleskop             | The Day Henry Met… A Telescope      | ?        | 9. Juli 2017   |
| 34         | 8         | 2.08        | Heute traf Henry… einen Tennisschläger     | The Day Henry Met… A Tennis Racket  | ?        | 10. Juli 2017  |
| 35         | 9         | 2.09        | Heute traf Henry… ein Skateboard           | The Day Henry Met… A Skateboard     | ?        | 11. Juli 2017  |
| 36         | 10        | 2.10        | Heute traf Henry… einen Brokkoli           | The Day Henry Met… Some Broccoli    | ?        | 12. Juli 2017  |
| 37         | 11        | 2.11        | Heute traf Henry… einen Kessel             | The Day Henry Met… A Cauldron       | ?        | 13. Juli 2017  |
| 38         | 12        | 2.12        | Heute traf Henry… einen Apfel              | The Day Henry Met… An Apple         | ?        | 14. Juli 2017  |
| 39         | 13        | 2.13        | Heute traf Henry… eine Zahnbürste          | The Day Henry Met… A Toothbrush     | ?        | 15. Juli 2017  |
| 40         | 14        | 2.14        | Heute traf Henry… einen Regenbogen         | The Day Henry Met… A Rainbow        | ?        | 16. Juli 2017  |
| 41         | 15        | 2.15        | Heute traf Henry… eine Violine             | The Day Henry Met… A Violin         | ?        | 17. Juli 2017  |
| 42         | 16        | 2.16        | Heute traf Henry… eine Kamera              | The Day Henry Met… A Camera         | ?        | 18. Juli 2017  |
| 43         | 17        | 2.17        | Heute traf Henry… einen Bären              | The Day Henry Met… A Bear           | ?        | 19. Juli 2017  |
| 44         | 18        | 2.18        | Heute traf Henry… eine Mülltonne           | The Day Henry Met…                  | ?        | 19. Juli 2017  |
| 45         | 19        | 2.19        | Heute traf Henry… einen Weihnachtsbaum     | The Day Henry Met… A Christmas Tree | ?        | 21. Juli 2017  |
| 46         | 20        | 2.20        | Heute traf Henry… einen Schwamm            | The Day Henry Met… A Sponge         | ?        | 20. Juli 2017  |
| 47         | 21        | 2.21        | Heute traf Henry… ein Pferd                | The Day Henry Met… A Horse          | ?        | 20. Juli 2017  |
| 48         | 22        | 2.22        | Heute traf Henry… eine Leinwand            | The Day Henry Met…                  | ?        | 23. Juli 2017  |
| 49         | 23        | 2.23        | Heute traf Henry… Laufschuhe               | The Day Henry Met…                  | ?        | 23. Juli 2017  |
| 50         | 24        | 2.24        | Heute traf Henry… eine Teekanne            | The Day Henry Met…                  | ?        | 24. Juli 2017  |
| 51         | 25        | 2.25        | Heute traf Henry… eine Raupe               | The Day Henry Met…                  | ?        | 24. Juli 2017  |
| 52         | 26        | 2.26        | Heute traf Henry… eine Bowlingkugel        | The Day Henry Met…                  | ?        | 25. Juli 2017  |

## Staffel 3
| Nr. (ges.) | Nr. (St.) | Nr. (Prod.) | Deutscher Titel                          | Originaltitel                          | Premiere | Dt. Premiere D |
| ---------- | --------- | ----------- | ---------------------------------------- | -------------------------------------- | -------- | -------------- |
| 53         | 1         | 3.01        | Heute traf Henry… eine Fliege            | The Day Henry Met… A Bowtie            | ?        | 2. Sep. 2018   |
| 54         | 2         | 3.02        | Heute traf Henry… einen Bus              | The Day Henry Met… A Bus               | ?        | 2. Sep. 2018   |
| 55         | 3         | 3.03        | Heute traf Henry… ein Surfbrett          | The Day Henry Met… A Surfboard         | ?        | 3. Sep. 2018   |
| 56         | 4         | 3.04        | Heute traf Henry… ein BMX-Fahrrad        | The Day Henry Met… A BMX               | ?        | 3. Sep. 2018   |
| 57         | 5         | 3.05        | Heute traf Henry… einen Hubschrauber     | The Day Henry Met… A Helicopter        | ?        | 4. Sep. 2018   |
| 58         | 6         | 3.06        | Heute traf Henry… ein U-Boot             | The Day Henry Met… A Submarine         | ?        | 4. Sep. 2018   |
| 59         | 7         | 3.07        | Heute traf Henry… einen Baseballschläger | The Day Henry Met… A Base Ball Bat     | ?        | 5. Sep. 2018   |
| 60         | 8         | 3.08        | Heute traf Henry… einen Hütehund         | The Day Henry Met… A Sheepdog          | ?        | 5. Sep. 2018   |
| 61         | 9         | 3.09        | Heute traf Henry… einen Kaktus           | The Day Henry Met… A Cactus            | ?        | 6. Sep. 2018   |
| 62         | 10        | 3.10        | Heute traf Henry… einen Elefanten        | The Day Henry Met… An Elephant         | ?        | 6. Sep. 2018   |
| 63         | 11        | 3.11        | Heute traf Henry… ein Signalschild       | The Day Henry Met… A Panda             | ?        | 9. Sep. 2018   |
| 64         | 12        | 3.12        | Heute traf Henry… einen Spielautomaten   | The Day Henry Met… An Arcade Machine   | ?        | 9. Sep. 2018   |
| 65         | 13        | 3.13        | Heute traf Henry… Ballettschuhe          | The Day Henry Met… Ballet Shoe         | ?        | 10. Sep. 2018  |
| 66         | 14        | 3.14        | Heute traf Henry… eine Spüle             | The Day Henry Met… A Sink              | ?        | 10. Sep. 2018  |
| 67         | 15        | 3.15        | Heute traf Henry… eine Trophäe           | The Day Henry Met… A Trophy            | ?        | 11. Sep. 2018  |
| 68         | 16        | 3.16        | Heute traf Henry… einen Heißluftballon   | The Day Henry Met… A Hot Air Balloon   | ?        | 11. Sep. 2018  |
| 69         | 17        | 3.17        | Heute traf Henry… eine Biene             | The Day Henry Met… A Bee               | ?        | 12. Sep. 2018  |
| 70         | 18        | 3.18        | –                                        | The Day Henry Met… A Compass           | ?        | 12. Sep. 2018  |
| 71         | 19        | 3.19        | –                                        | The Day Henry Met… A Box Of Chocolates | ?        | 13. Sep. 2018  |
| 72         | 20        | 3.20        | –                                        | The Day Henry Met… A Lamp              | ?        | 13. Sep. 2018  |
| 73         | 21        | 3.21        | –                                        | The Day Henry Met… A Cookbook          | ?        | 16. Sep. 2018  |
| 74         | 22        | 3.23        | –                                        | The Day Henry Met… A Pan               | ?        | 16. Sep. 2018  |
| 75         | 23        | 3.23        | –                                        | –                                      | ?        | –              |
| 76         | 24        | 3.24        | –                                        | The Day Henry Met… A Mannequin         | ?        | 17. Sep. 2018  |
| 77         | 25        | 3.25        | –                                        | The Day Henry Met… A Brush             | ?        | 17. Sep. 2018  |
| 78         | 26        | 3.26        | –                                        | The Day Henry Met… A Bell              | ?        | 18. Sep. 2018  |